# ايمانويل أوتشوا
ايمانويل أوتشوا (بالإنجليزية: Emmanuel Ochoa)‏ هو لاعب كرة قدم أمريكي في مركز حراسة المرمى، ولد في 5 مايو 2005 في ساليناس في الولايات المتحدة. لعب مع سان خوسيه إيرثكويكس ونادي رينو 1868.